# Abbaye d'Aufhausen
 (juin 2023).
L’abbaye d'Aufhausen est une ancienne abbaye oratorienne à Aufhausen, en Allemagne.

## Histoire
Le monastère, dédié à Notre-Dame des Neiges, est fondé à la fin du XVIIe siècle par le prêtre local Johann Georg Seidenbusch (de) à la suite du succès du pèlerinage qu'il créa à Aufhausen. L'abbaye n'est dissoute lors de la sécularisation en Bavière et reçoit le titre "Institut royal de Neri" (jusqu'en 1829). En 1886, le dernier prévôt meurt. En 1890, les moines bénédictins de l'abbaye de Metten en Basse-Bavière reprennent le bâtiment vide. Ils érigent un nouveau bâtiment et un prieuré. En 1978, le prieuré est de nouveau abandonné.
Depuis 2006, il existe une branche des Frères du Saint-Sang (FSS), fondée par le père Winfried M. Wermter, à Aufhausen, à qui l'évêque de Ratisbonne Gerhard Ludwig Müller transfère la paroisse pour la pastorale. La branche se rallie à la Congrégation de l'Oratoire en 2012. Les Oratoriens sont soutenus par les Serviteurs du Saint-Sang (SAS) indépendants de l'organisation, qui sont également fondés par Wermter en 2009. Avec un cercle d'amis commun, la Communauté du Saint-Sang (CSS), confirmée en 2009, ils forment la Famille Spirituelle du Saint-Sang.

## Source de la traduction
- (de) Cet article est partiellement ou en totalité issu de l’article de Wikipédia en allemand intitulé « Kloster Aufhausen » (voir la liste des auteurs).